# Sepakat Segenep
Sepakat Segenep is een bestuurslaag in het regentschap Aceh Tenggara van de provincie Atjeh, Indonesië. Sepakat Segenep telt 392 inwoners (volkstelling 2010).